# Chvalovice, Znojmo
Chvalovice là một làng thuộc huyện Znojmo, vùng Jihomoravský, Cộng hòa Séc.